# Rolf Fäs
Rolf Fäs (18. oktober 1916 – 24. oktober 1983) var en schweizisk håndboldspiller som deltog under Sommer-OL 1936.
Han var en del af det schweiziske håndboldlandshold, som vandt en bronzemedalje. Han spillede i alle fire kampe.